# Zsolt Krakovszki
Zsolt Krakovszki (* 9. Juli 2002 in Győr) ist ein ungarischer Handballspieler.

## Karriere

### Im Verein
Zsolt Krakovszki wechselte 2017 gemeinsam mit seinem Zwillingsbruder an die Nationale Handballakademie (NEKA) in Ungarn. 2019 gab er dort sein Debüt mit der 1. Mannschaft in der ersten ungarischen Liga. Im Sommer 2024 wechselte er zum deutschen Erstligisten HSG Wetzlar. Nach nur einer Saison verließ er Wetzlar wieder und kehrte zurück nach Ungarn zu Győri ETO-UNI FKC.

### In Auswahlmannschaften
Mit der Junioren-Nationalmannschaft belegte er den 5. Platz bei der U20-Europameisterschaft 2022. Bei der U21-Weltmeisterschaft 2023 gewannen sie die Silbermedaille, nachdem sie im Finale gegen den Gastgeber Deutschland verloren.
In der ungarischen A-Nationalmannschaft debütierte Krakovszki am 9. März 2023 gegen die Schweiz. Er stand im Kader für die Europameisterschaft 2024, wo er mit Ungarn den 5. Platz belegte und im Turnierverlauf vier Tore in zwei Spielen erzielte. Bei der Weltmeisterschaft 2025 warf er fünf Tore in drei Spielen und belegte mit dem Team den 8. Platz.

## Privates
Sein Zwillingsbruder Bence Krakovszki ist ebenfalls Handballnationalspieler.